# Hans Huebenett

Hans Huebenett

Hans Huebenett (* 21. Januar 1896 in Breslau; † 28. November 1940 in Hohensalza) war ein deutscher Politiker (NSDAP). 

## Leben und Wirken
Huebenett besuchte die Schule in Breslau, wo er auch eine Ausbildung absolvierte. Von 1914 bis 1918 war er im Ersten Weltkrieg sowohl an der West- als auch an der Ostfront eingesetzt. Unter anderem war er im Reserve-Infanterie-Regiment 262, zuletzt im Rang eines Leutnants der Reserve. Nach dem Krieg, in dem er mehrmals schwer verwundet wurde, gehörte er noch bis 1920 dem Oberschlesischen Selbstschutz an, bis er aus dem Heeresdienst endgültig ausschied. Es folgte eine Tätigkeit in Wehrverbänden und bis 1930 war Huebenett dann noch als Verwaltungsbeamter tätig. Dazwischen trat er zum 1. September 1929 der NSDAP bei (Mitgliedsnummer 151.537) und wurde deren Ortsgruppenleiter in Habelschwerdt in der Grafschaft Glatz. Von 1929 bis 1933 war er Gauredner der NSDAP. Im März 1933 wurde er Mitglied des Niederschlesischen Provinziallandtags, wo er Fraktionsführer der NSDAP war. Von November 1933 an vertrat er den Wahlkreis 7 im nationalsozialistischen Reichstag. Huebenett war daneben von August 1935 an kommissarischer Oberbürgermeister der Stadt Liegnitz, bis er im August 1936 vom Gauleiter Josef Wagner aus Mangel an Qualifikation abgesetzt wurde. Er starb im November 1940 in Hohensalza, wo er bis zuletzt Kreisleiter der NSDAP war. Sein Nachfolger im Deutschen Reichstag wurde Albert Hoffmann.